# Luisa Ferida
Luisa Ferida (* 18. März 1914 in Castel San Pietro Terme; † 30. April 1945 in Mailand; bürgerlich Luigia Manfrini Frané) war eine italienische Filmschauspielerin.

## Leben
Ihre Karriere begann Ferida als Bühnenschauspielerin in den Theatergruppen von Ruggero Ruggeri und Paola Borboni. Ihre erste Filmrolle erhielt sie 1935 in La Freccia d'oro. Obwohl nur in einer Nebenrolle besetzt, gelang der dunkelhaarigen Schönheit der Durchbruch in Lustspielen und Kostümfilmen, die besonders ihre sinnliche Ausstrahlung herausstellten. Weitere Filmerfolge wie La fossa degli angeli (1939) ließen sie zu einem der populärsten weiblichen Filmstars des faschistischen Kinos Italiens werden. Während der Dreharbeiten zu Alessandro Blasettis Der Kavalier mit der Maske (1939) lernte sie den Schauspieler Osvaldo Valenti kennen und lieben. Beide wurden ein Paar im richtigen Leben und auch im Kino zu einem Leinwandpaar. Ihr gemeinsamer Sohn Kim verstarb im Alter von 4 Jahren.
Unter dem Regisseur Blasetti spielte Ferida die Prinzessin Tundra in La corona di ferro (1941) und die Rolle der Fiammetta in La cena delle beffe (1941). Gemeinsam mit Valenti verkörperte sie Hauptrollen in Luigi Chiarinis Filmen La bella addormentata (1942) und La locandiera (1944). Als ihre beste schauspielerische Leistung gilt die Rolle der Piera in Gianni Franciolinis Fari nella nebbia (1941), der inhaltlich und stilistisch als Vorläufer von Luchino Viscontis Besessenheit (1943) gesehen wird. 1942 erhielt Luisa Ferida eine Auszeichnung als beste italienische Filmschauspielerin.
Politisch standen Valenti und Ferida der faschistischen Bewegung und Benito Mussolini nahe und blieben nach der Wiedereinsetzung Mussolinis als Regierungschef in der Republik von Salò. Dort traten sie 1944 zum letzten Mal in einem Film auf, Piero Ballerinis Un fatto di cronaca. Bei Kriegsende wurde das Paar am 30. April 1945 in Mailand auf offener Straße von kommunistischen Partisanen der Resistenza erschossen. Ihnen wurde vorgeworfen, Kontakte zu ranghohen Offizieren des Regimes sowie zu der Spezialeinheit Decima Mas und zu Pietro Koch, dessen faschistische Banda Koch gefangene Partisanen gefoltert hatte, unterhalten zu haben. Das CLNAI, die für Norditalien zuständige Teil des Nationalen Befreiungskomitees (CLN) warf Ferida und Valenti vor, an Folterungen beteiligt gewesen zu sein. Den Befehl zur Hinrichtung erteilte der Sozialist Sandro Pertini, der 1978 italienischer Staatspräsident werden sollte. Dabei hatten Partisanenführer die Unschuld des Paares bezeugt, darunter Giuseppe Marozin, Kampfname "Vero", der Kommandant der Partisanenbrigade Pasubio, die das Paar exekutierte. Das Oberlandesgericht Mailand stellte nach dem Krieg fest, dass das Paar nicht gerichtet, sondern ermordet wurde. Pertini wurde dafür aber nicht zur Rechenschaft gezogen, weil alle von Partisanen begangene Verbrechen unter eine summarische Amnestie fielen.
Das tragische Leben beider Schauspieler wurde 2008 mit Monica Bellucci und Luca Zingaretti unter dem Titel Wild Blood (Sanguepazzo) verfilmt.

## Filmografie
- 1935: Freccia d'oro
- 1935: Re burlone
- 1936: I fratelli Castiglioni
- 1936: I due sergenti
- 1936: Lo smemorato
- 1936: Il grande silenzio
- 1936: L'ambasciatore
- 1936: Amazzoni bianche
- 1937: Il conte di Brechard
- 1937: I tre desideri
- 1937: La fossa degli angeli
- 1938: Tutta la vita in una notte
- 1938: Stella del mare
- 1938: Il suo destino
- 1938: L'argine
- 1939: Der Kavalier mit der Maske (Un’avventura di Salvator Rosa)
- 1939: Il segreto di Villa Paradiso
- 1939: Animali pazzi
- 1940: La fanciulla di Portici
- 1941: Nozze di sangue
- 1941: La cena delle beffe
- 1941: Amore imperiale
- 1941: La corona di ferro
- 1941: Fari nella nebbia
- 1942: La bella addormentata
- 1942: Fedora
- 1942: Eifersucht (Gelosia)
- 1942: L'ultimo addio
- 1942: Il figlio del Corsaro Rosso
- 1942: Orizzonte di sangue
- 1943: Tristi amori
- 1943: Harlem
- 1944: La locandiera
- 1944: Un fatto di cronaca